# Manuel Pérez Rojas
Manuel Pérez Rojas (Guadalajara, Jalisco, 22 de agosto de 1950) es un sociólogo, dramaturgo, escritor, catedrático y conferencista mexicano, radicado en Mexicali, Baja California, más conocido en el ambiente regional como Manuel Rojas.

## Primeros años
Hijo del capitán Juan Pérez Arce, y sobrino del Gobernador de Sinaloa Enrique Pérez Arce (1951-1953), de joven cambió su residencia a Baja California. Estudió sociología en la Universidad Autónoma de Baja California, dirección de arte teatral en el Instituto nacional de Bellas Artes, en Ciudad de México y guion cinematográfico en Incarnate Word University en San Antonio (Texas) en 1997. 

## Historiador y escritor
Manuel Rojas, como historiador, ha dedicado a investigar y documentar a profundidad cada uno de sus libros, justo en el lugar de los hechos, según lo documentado en sus libros publicados. Busca la información en archivos de fuentes primarias, bibliotecas y hemerotecas locales y el Archivo General de la Nación.[cita requerida] Ha publicado libros y guiones teatrales.
Se identifica con la misión de aportar verdades inéditas en cada trabajo y resarcir omisiones historiográficas, e ir contracorriente de la narrativa oficial, que a través de décadas y siglos, la investigación de campo, de un historiador, demuestra y se acerca a la verdad histórica de los hechos, según su propia versión. A manera de ejemplo menciona que en la Historia de México borraron a los Apaches por decreto de la etnografía oficial. Esto ha sido más notable, por la falta de interés y presupuesto en los asuntos del norte de México y su frontera, donde la distancia del centro ha sido la misma que la del presupuesto oficial.

## Promotor cultural
Director fundador del taller de teatro universitario de la UABC (1971-1975). Ha sido catedrático de la UABC. Creó el diplomado de teatro escolar. Fue historiador en History Channel en la serie “Bandidos legendarios de México”, para los capítulos de Joaquín Murrieta y Heraclio Bernal. Ha sido presidente de la Sociedad Histórica de Baja California y fundador del “Grupo de Teatro de Vivencias.” Colaboró con Alejandro Bichir Batres como Subdirector de cultura de la delegación de Coyoacán. (2003).
Ha promovido 59 obras de teatro, siendo las más conocidas: “Frida Kahlo”, de Federico S. Inclán (1974), “Épica de Joaquín Murrieta” de su autoría, “Felipe Ángeles” de Elena Garro, (1979 y 1986) “Pedro y el capitán”, de Mario Benedetti, en 1981 en la Muestra Nacional de Teatro en Veracruz; “El gesticulador de Rodolfo Usigli”, “El diario de un loco” de Nicolás Gogol, “Los chicos de la banda” de Marck Crowley, “Los invasores” de Egon Wolff, “El atentado” de Jorge Ibargüengoitia, “Cosas de muchachos” de Wilebaldo López, “Contrabando y Apaches” de Víctor Hugo Rascón Banda, “Chiricahua” de su autoría.
Ha impartido conferencias en el suroeste de Estados Unidos en los estados de California, Nevada, Nuevo México, Arizona, y en México en Sonora, Chihuahua, Sinaloa, Baja California, Baja California Sur y Ciudad de México y en Universidades como UCLA, Riverside, Northridge, Las Vegas, Arizona State, y otras.
Se casó con Alicia y tuvieron 5 hijos: Manuel Ernesto, Ana Karim, Juan Ilich, Joaquín Freeman y Laura Melina.

## Obra

### Guiones de Teatro
- Épica de Joaquín Murrieta (Premio Nacional de Teatro Histórico SEP),
- Faramallas, tropelías y zacapelas del Chicali
- California blues
- Chiricahua
- El primo del vecino de un amigo.

### Libros publicados
- Joaquín Murrieta. El patrio (1986).[7]
- Mito genial, los sucesos del 94 (1995).
- La estrella dividida: el Kilómetro 57 (2000).
- La cicatriz: El rock en la última frontera. Los Apson (2001).[8][9]
- Apaches…fantasmas de la Sierra Madre. (2008). Instituto de Cultura de Chihuahua.[10]
- Heraclio Bernal: así se gestó la Revolución Mexicana (2010).[11]
- Paso de Los Algodones (2010).[12]
- Las misiones del Río Colorado. San Pedro y San Pablo de Bicuñer, La Purísima Concepción de los Yumas. (2019).[13][14]
- La Rosa Amarilla de Texas (2021)[15]
- Juan Bautista de Anza. Épica de las Californias (2023)

## Premios y distinciones
Ha obtenido diversos reconocimientos entre los que se mencionan:
- Ganador del Certamen Nacional de Cuento Corto por el periódico El Nacional (1980).
- Premio Nacional de Teatro Histórico, por la SEP (1988) en el Programa Cultural de las Fronteras por la obra Épica Joaquín Murrieta.
- Mención honorífica en el Premio Nacional Obra de Teatro (1993) por el INBA-ICBC por la obra “California Blues”.
- Reconocimiento como Creador Emérito (2008) por parte del PECDABC (ICBC-CONACULTA).